# Важкі дні
«Важкі дні» - п'єса («сцени з московського життя») на три дії російського письменника  Олександра Островського. Написана 1863 року.
Незалежні один від одного за сюжетом, написані в різні роки п'єси «В чужому бенкеті похмілля» (1856) і «Важкі дні» (1863) об'єднуються тим, що в них діє Тіт Тітич Брусков, ім'я якого стало прозивним позначенням самодура.

## Дійові особи
- Василь Дмитрич Досужев, чиновник, що займається приватними справами.
- Андрій Тітич Брусков, купецький син.
- Василіск Перцов, служив в якійсь службі. Тепер давно у відставці, гулящий чоловік.
- Олександра Петрівна Круглова, купецька дочка.
- Молода людина, незначний чиновник.
- Дівчина і різні проходячи особи без промов.